# Indicateur clé de performance
«  ICP (stratégie d'entreprise) » et «  KPI (stratégie d'entreprise) » redirigent ici. Pour les autres significations, voir ICP et KPI.
Pour les articles homonymes, voir Indicateur, Clé et Performance.
 (juillet 2016).
Si vous disposez d'ouvrages ou d'articles de référence ou si vous connaissez des sites web de qualité traitant du thème abordé ici, merci de compléter l'article en donnant les références utiles à sa vérifiabilité et en les liant à la section « Notes et références ».

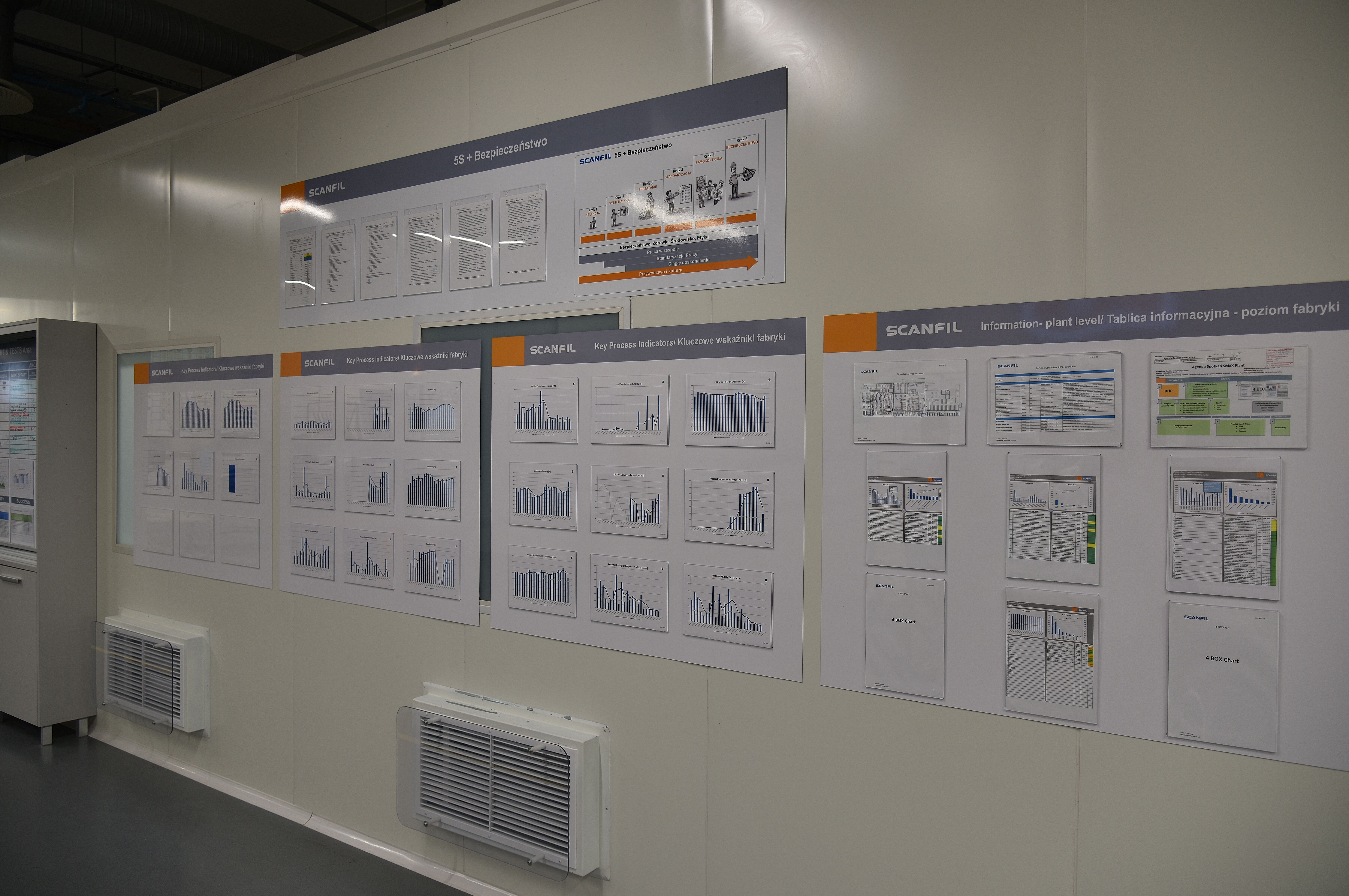
Indicateurs clés de performance affichés à l'usine Scanfil de Sieradz, en Pologne.

Un indicateur clé de performance (ICP) – en anglais : key performance indicator (KPI) – est un indicateur utilisé pour l'aide à la décision dans les organisations. Les ICP sont utilisés particulièrement en gestion de la performance organisationnelle.

## Terminologie
Le terme d'« indicateur clé de performance » est une traduction littérale provenant de l'anglais « key performance indicator » (KPI). Cette traduction est parfois considérée comme inappropriée, car le terme « performance » en français désigne l’efficacité, le rendement, le bon résultat obtenu. Tandis que le terme performance en anglais désigne plutôt la prestation, la représentation, le comportement ou la conduite. Dans son glossaire des anglicismes, Myriam de Beaulieu, interprète de conférence à l’ONU, pose la question en ces termes : « des indicateurs de performance signifient-ils que tous les employés d’une entreprise sont excellents ? » De même, Bernard Gonnet, patron de la stratégie chez Alstom, explique qu’un indicateur est un KPI si « c’est un indicateur de performance, c’est-à-dire soit un indicateur d’efficience, soit un indicateur de résultat (efficacité) qui représente instantanément un défi (défini par la valeur à atteindre). »
Un indicateur dit de performance oriente une démarche de progrès. Il peut être collectif ou personnel. Le KPI est nécessairement en phase avec la stratégie choisie.
Le terme « indicateur de rendement clé » peut être utilisé au Canada sans être privilégié.

## Enjeux
Un indicateur clé de performance permet de répondre aux objectifs suivants :
- évaluation ;
- diagnostic ;
- communication ;
- information ;
- motivation ;
- progrès continu.

## Démarche d'utilisation
Les indicateurs clés de performance sont utilisés dans la présentation de tableaux de bord de gestion, ils doivent être régulièrement mis à jour.
Les indicateurs clés de performance trouvent également leur place dans les tableaux de bord prospectifs (en anglais balanced scorecard) car ils évaluent généralement l'atteinte d'un objectif stratégique ou d'un élément qui y concourt.

## Outils de gestion
Les indicateurs clés de performance sont bien souvent l'agrégat de données provenant du système d'information. Les outils permettant leur gestion peuvent se regrouper en deux grandes catégories :
- les extracteurs : outils permettant l'implémentation des règles qui définissent l'indicateur clé et des modes d'accès aux données ;
- les présenteurs : outils qui visent à leur présentation sous forme de tableau de bord ou de cockpit et à leur utilisation dans un cycle d'amélioration continue.

Dans le premier groupe on peut notamment positionner les nombreux ETL (extract-transform-load) du marché.

## Critiques
Des économistes et chercheurs comme Peter Tollman et Yves Morieux du Boston Consulting Group ou Maya Beauvallet de ParisTech critiquent le management par indicateurs de type KPI, avançant les problématiques suivantes,, :
- tout n'est pas mesurable par indicateur, y compris des aspects pourtant fondamentaux comme la coopération, la frustration ou la motivation
- les indicateurs ne sont que des approximations souvent assez éloignées de la réalité qu'ils sont censés représenter. Ils ne fournissent au mieux que des "résumés appauvris", ils "échouent à capturer la réalité", tout en "ajoutant à la complication"
- les indicateurs sont généralement assez aisément "falsifiables". Maya Beauvallet explique qu'un indicateur est presque systématiquement "détourné" pour améliorer sa valeur, sans amélioration réelle de la situation qu'il est censé représenter, et même assez souvent avec l'effet inverse. Peter Tollman montre que, dans la recherche pharmaceutique, ce sont généralement les entreprises qui renoncent à mettre en place ce type d'indicateurs qui obtiennent les meilleures performances.